# Casemate
 (juillet 2014).
Si vous disposez d'ouvrages ou d'articles de référence ou si vous connaissez des sites web de qualité traitant du thème abordé ici, merci de compléter l'article en donnant les références utiles à sa vérifiabilité et en les liant à la section « Notes et références ».
Pour les articles homonymes, voir Casemate (homonymie) et Bunker.

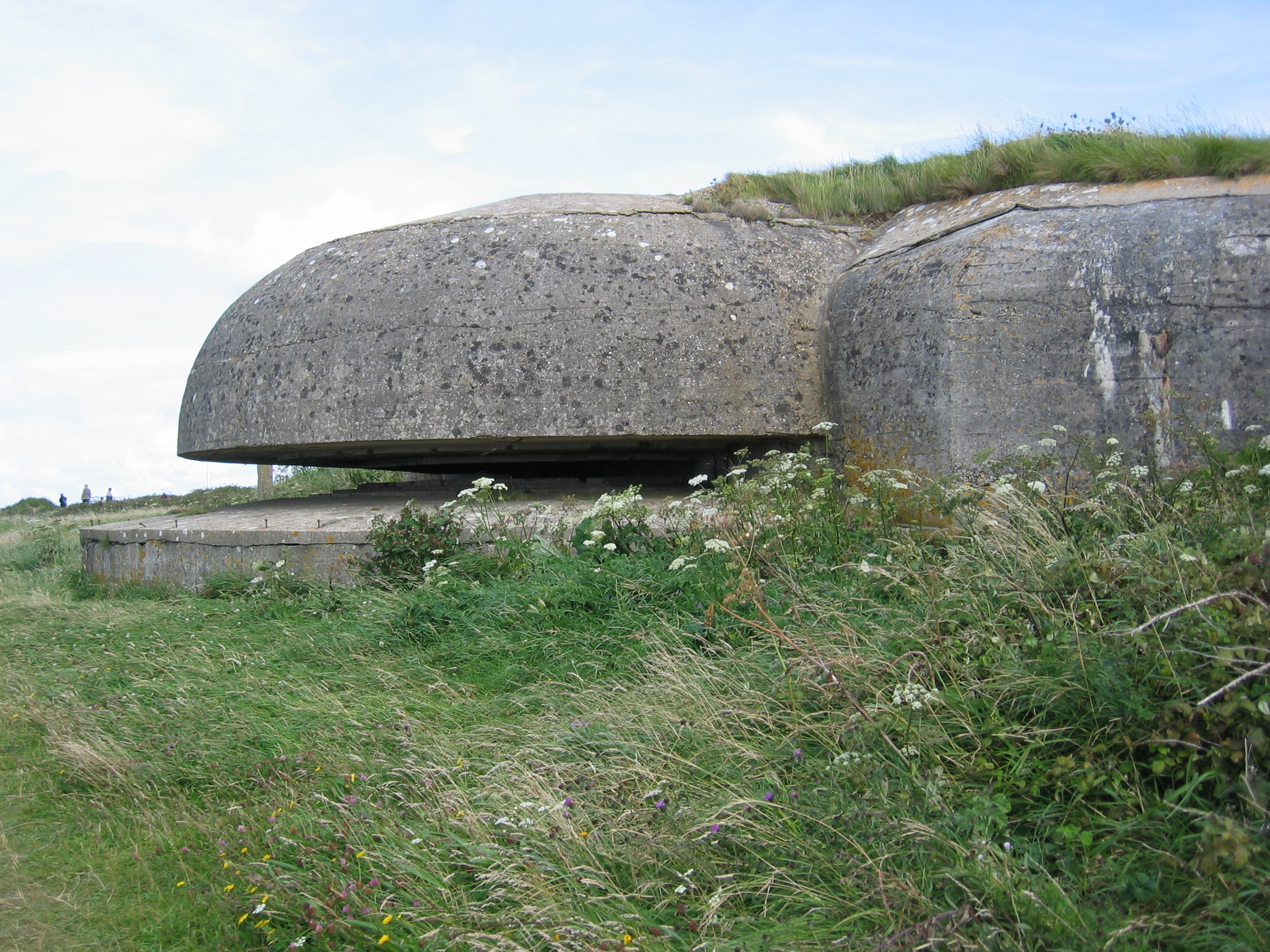
Blockhaus-observatoire du Mur de l'Atlantique.

Une casemate, également appelée blockhaus ou bunker (en anglais), est un local, souvent partiellement enterré, d'un système fortifié, qui est à l'épreuve des tirs ennemis.
Les casemates existent dans des fonctions et des principes de construction très différents. Il existe des casemates passives destinées à abriter la troupe ou du matériel, des casemates actives protégeant des organes de tir. Une casemate peut aussi être un élément de fortification ou une construction isolée.

## Blockhaus

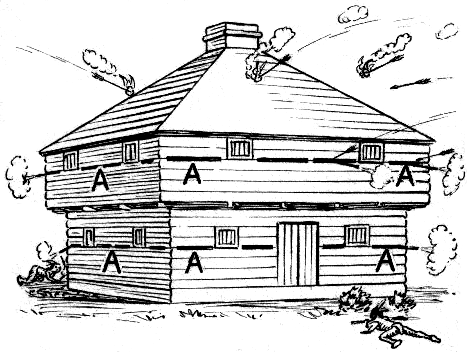
Fortin d'Amérique du Nord.

De l'allemand Blockhaus, également orthographié blockaus, le terme désigne à l'origine une maison forte, un fortin construit généralement avec des bois empilés, bruts ou facés, à la manière des cabanes de rondins. Blocus lui est apparenté. On retrouve en anglais blockhouse, et une tradition de fortins anglais en Amérique du Nord (voir aussi le moyen néerlandais blochuus).
Le terme est passé aux retranchements de campagne enterrés, d'abord blindés avec de gros troncs, puis en béton armé, utilisés massivement par l'armée allemande pendant la Première Guerre mondiale. Les poilus qui s'abritaient dans des cagnas ont adopté le mot.
La langue allemande emploie toujours le mot blockhaus pour désigner une maison en rondin, une fuste.

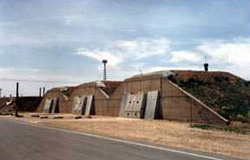
Bunker de stockage provisoire d'armes nucléaires à l'usine Pantex.

En français courant, blockhaus est devenu un terme générique comme bunker et casemate désigne désormais tout type d'ouvrage militaire bétonné, a priori isolé ou de petite dimension. Son équivalent strict est tout simplement bloc, employé pour la ligne Maginot. Les militaires du génie écrivent aussi bloc bétonné. Ils réservent le terme de blockhaus à :
- en fortification de campagne, un retranchement protégé par des rondins et recouvert de terre, abritant des fantassins avec leur armement ;
- en fortification permanente en pierre (système Séré de Rivières), le réduit d'une position d'infanterie, souvent situé en montagne, parfois en bord de mer, peu susceptible d'être battu par l'artillerie adverse, et constitué soit d'une tour munie de meurtrières, de bretèches ou de mâchicoulis, soit d'un casernement pourvu de volets métalliques percés de meurtrières ;
- en fortification moderne (type Maginot), soit un petit ouvrage extérieur en béton équipé d'armes automatiques légères — les ouvrages de taille intermédiaire sont nommés casemates et les plus importants blocs —, soit un local intérieur pourvu d'un fusil-mitrailleur et placé à un coude d'un couloir de communication afin de le battre en cas d'intrusion de l'adversaire.

## Bunker
La casemate est appelée bunker principalement dans les pays anglo-saxons, mais aussi en Allemagne. Bunker est un mot anglais qui désigne un coffre, une soute (à charbon) de navire puis un abri à l'épreuve des obus ou des bombes. Il semblerait qu'il ait pris ce dernier sens pendant l'entre-deux-guerres, la langue anglaise conservant au mot blockhouse le sens originel de fortin d'infanterie. En français, il fait double emploi avec blockhaus et peut pratiquement toujours être rendu par casemate ou fortin.
En français, on utilise souvent le terme de bunker (parfois aussi le terme de caveau) pour désigner une salle sécurisée et ventilée destinée à accueillir et à être utilisée pour le stockage de produits chimiques dangereux, dans les laboratoires de recherche et/ou d'enseignement en chimie.
Le Regelbau désigne sous le Troisième Reich un modèle standard de construction de bunkers.

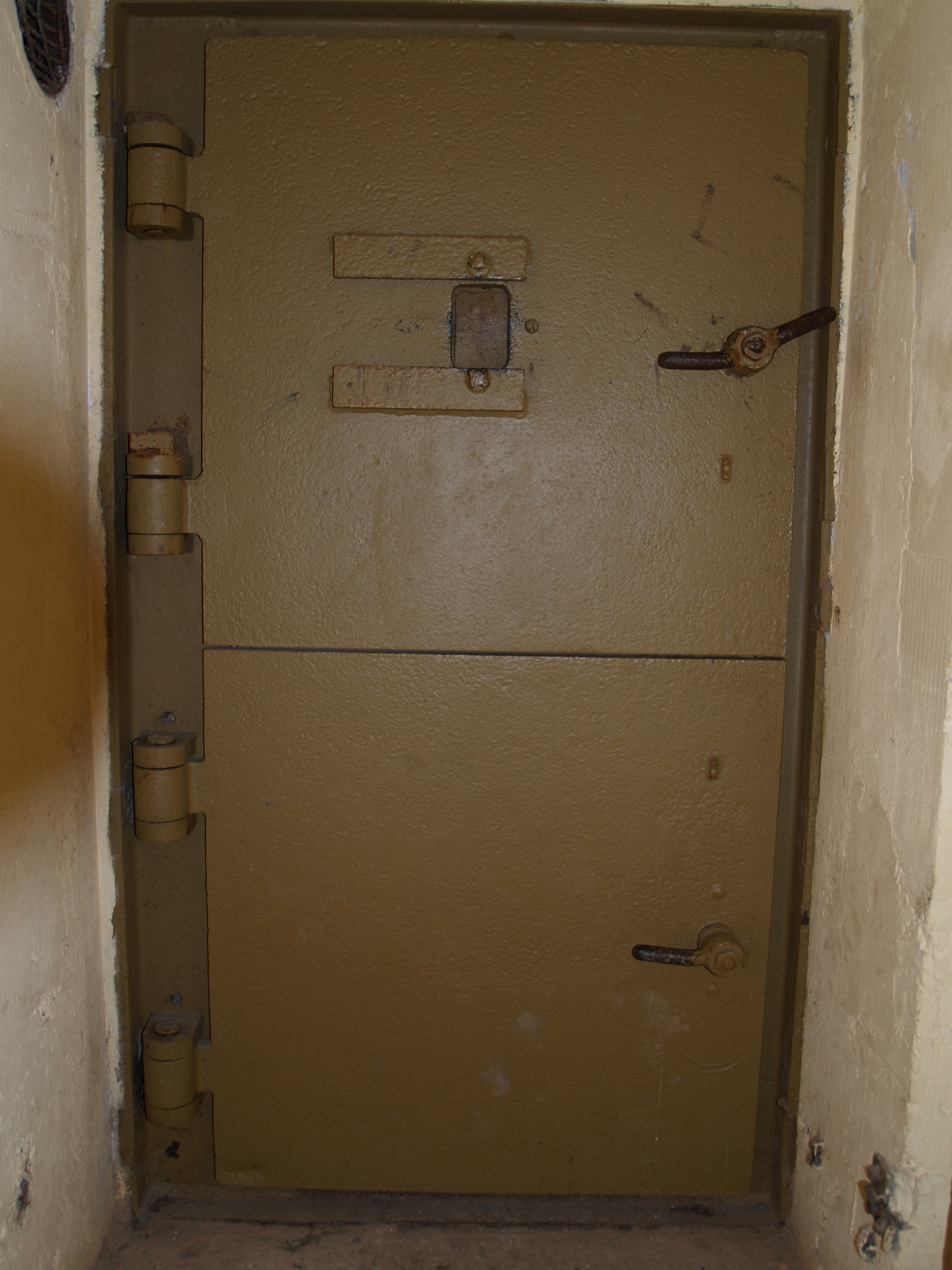
Porte blindée à deux vantaux avec volet mobile, du bunker du site Hillman[1].
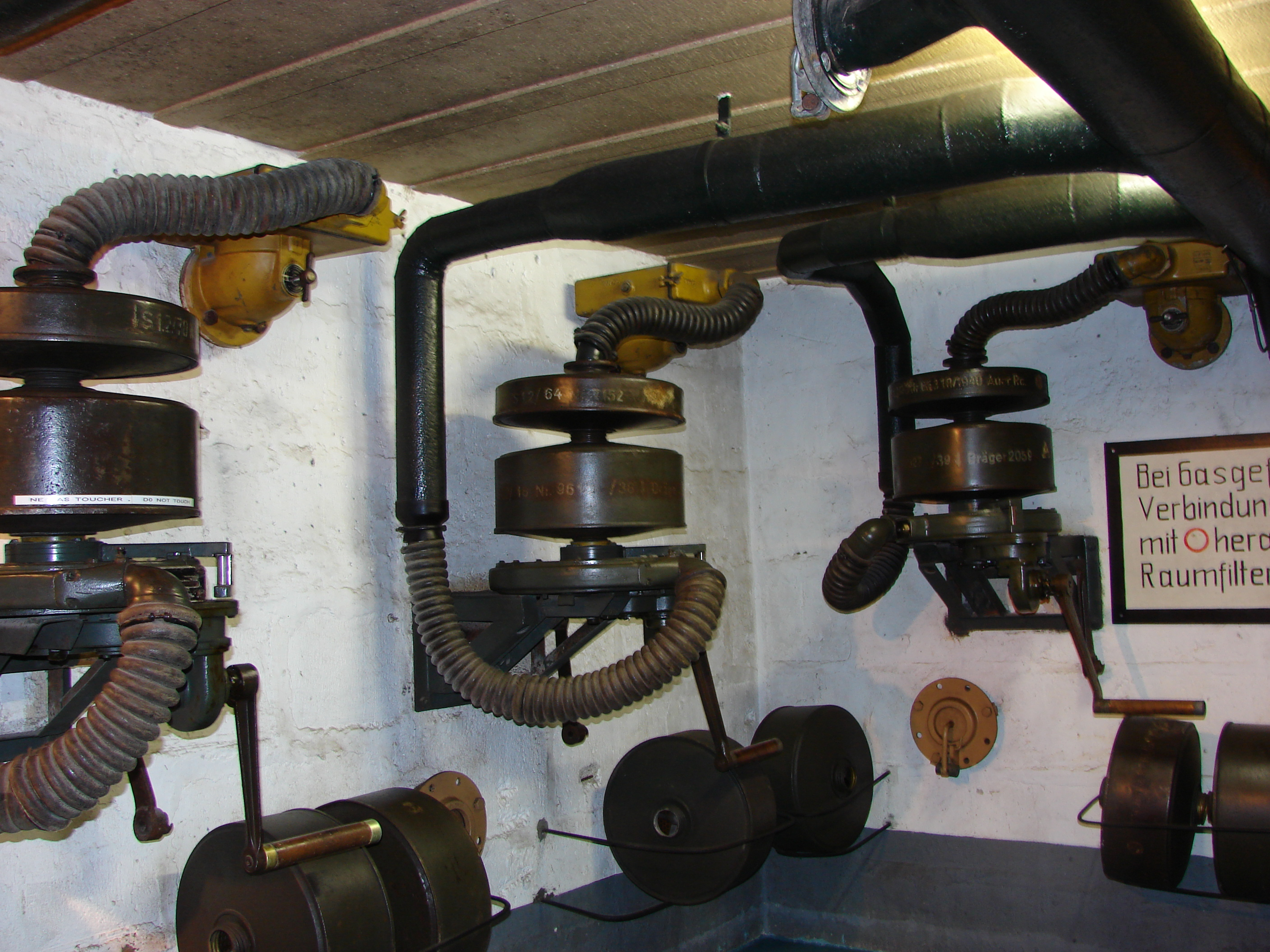
Le bunker comporte des ventilateurs dans une salle de ventilation[2].
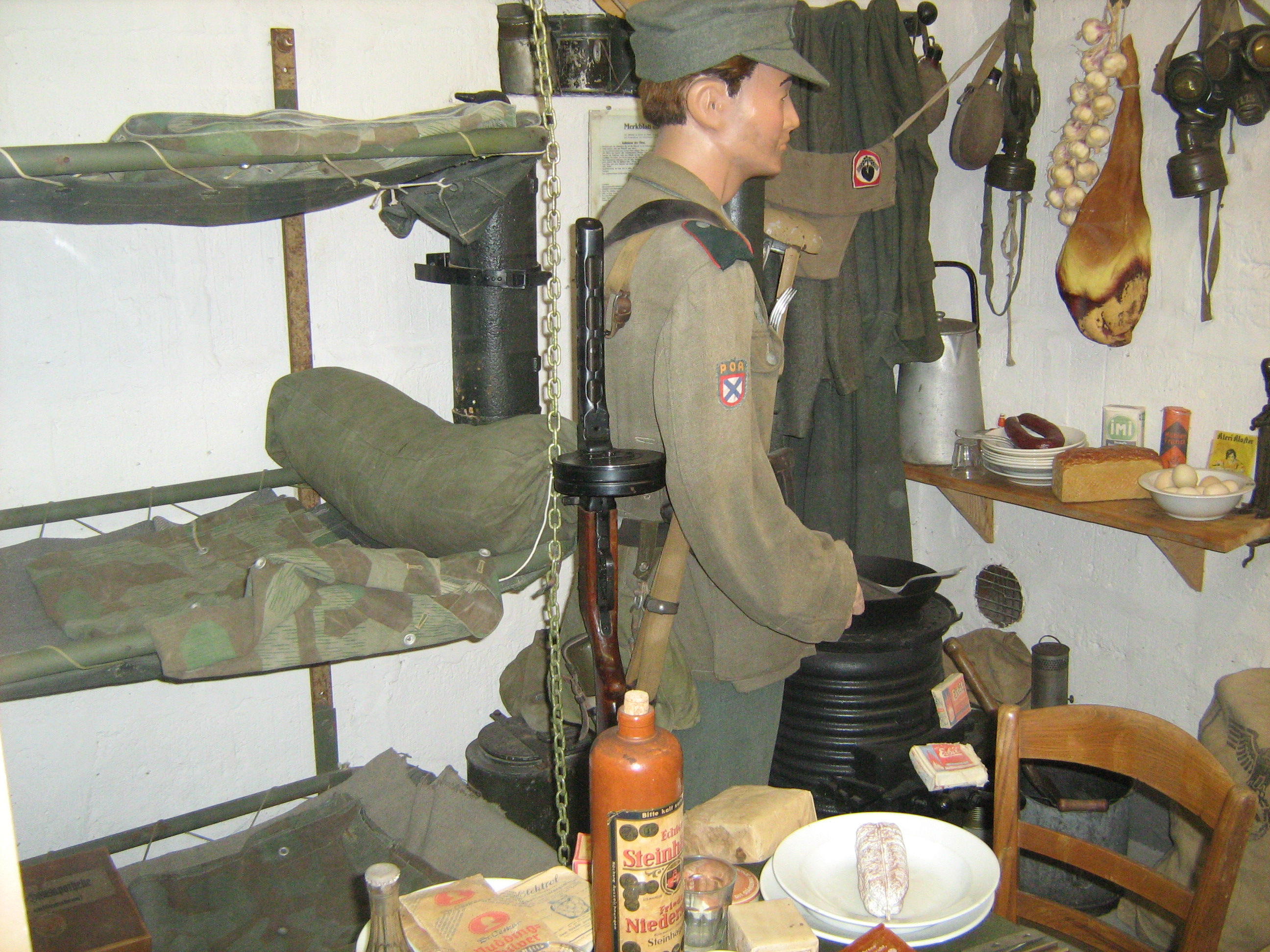
La chambrée avec lits escamotables[3].

## Sur les véhicules militaires

### Casemate navale

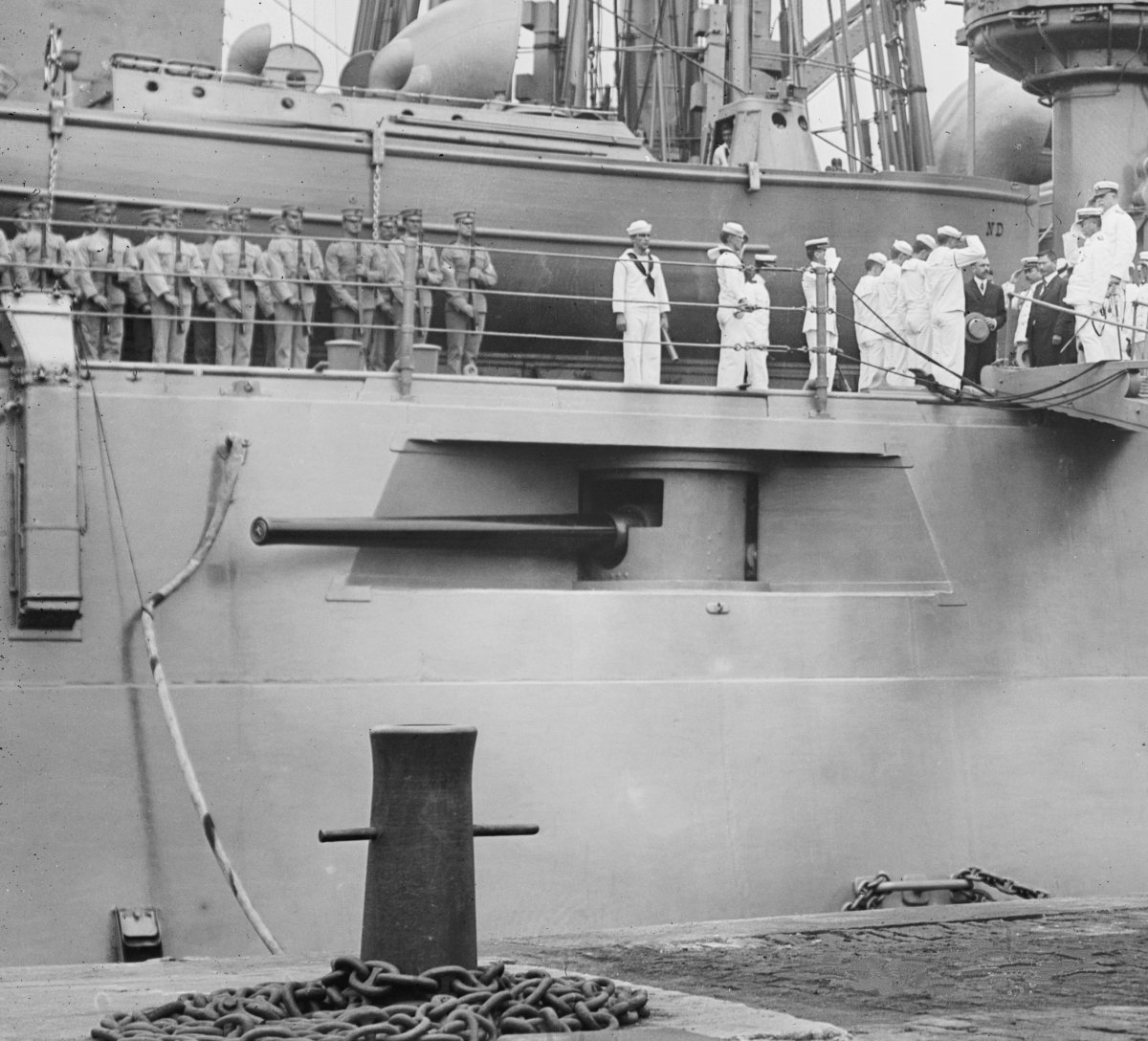
Exemple de casemate navale sur l'.

Sur certains navires de guerre de la fin du XIXe siècle et du début du XXe siècle, une partie de l'artillerie secondaire était abritée dans des casemates situées dans la coque.

### Armement en casemate

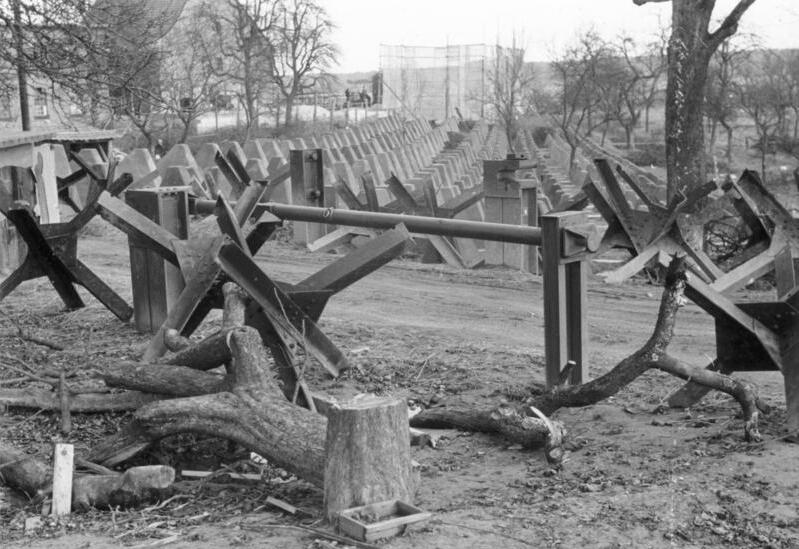
L'utilisation de bunker est généralement couplée à de solides lignes anti-char.

Sur les véhicules blindés armés, la mise en place d'une arme lourde comme un canon a d'abord été faite de manière solidaire avec la caisse du véhicule, le pointage étant limité à quelques degrés en azimut et plus libre en portée. C'est notamment le cas sur les chars de la Première Guerre mondiale.
Par la suite, le développement de la tourelle d'artillerie a permis aux chars d'assaut d'obtenir plus de degrés de liberté, les azimuts « pointables » couvrant désormais 360°. Toutefois, certains véhicules blindés armés, comme les canons automoteurs ou les chasseurs de chars conservent une disposition « en casemate » de leur armement principal, disposition simplifiant la fabrication et réduisant le coût de production de ces engins. De ce fait, ces deux types de chars étaient moins polyvalents que les chars d'assaut mais pouvaient toutefois assurer un grand nombre de missions.
En Palestine mandataire, lors de la grande révolte arabe de 1936-1939, les Britanniques font usage de trains blindés pour protéger les voies ferrées qui sont la cible de nombreux sabotages. Ils utilisent notamment des blockhaus en béton montés sur des wagons plats.